# Сонцов Олександр Борисович
Олександр Борисович Сонцов (1750, Російська імперія — 20 лютого (4 березня) 1811, Воронеж, Російська імперія) — російський чиновник, воронезький та полтавський губернатор.

## Життєпис
Вступив на державну службу в 1764 році. 1780 року призначений прокурором у Курську, а 1783 року обійняв аналогічну посаду в Харкові.
У 1794—1796 роках — поручик правителя Воронізького намісництва. Після ліквідації намісництв у 1796 році призначений воронізьким віцегубернатором, а 27 жовтня наступного року — тамтешнім губернатором. У 1801—1805 роках був полтавським губернатором.
У 1800 році на Сонцова написали донос імператору Павлу I через нібито зловживання при виконанні обов'язків. За наказом імператора Сенат відсторонив Сонцова від посади, а проти нього було розпочато судову справу. Однак суд визнав Сонцова невинним.
1805 року повернувся на посаду воронізького губернатора, яку обіймав до своєї смерті.
Мав чини статського радника (1793), дійсного статського радника (1797), таємного радника (1800).
Помер у Воронежі 4 березня 1811 року.